# شبه جزيرة أوشيكا

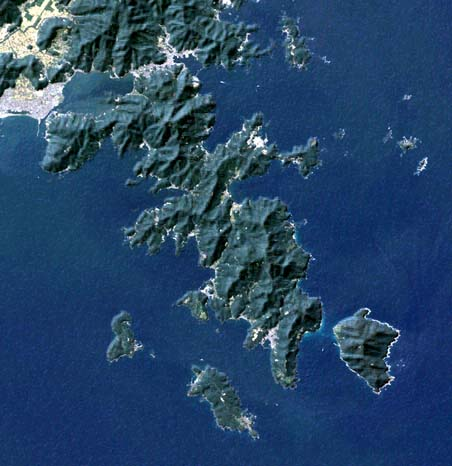
صورة جوية لشبه جزيرة أوشيكا.

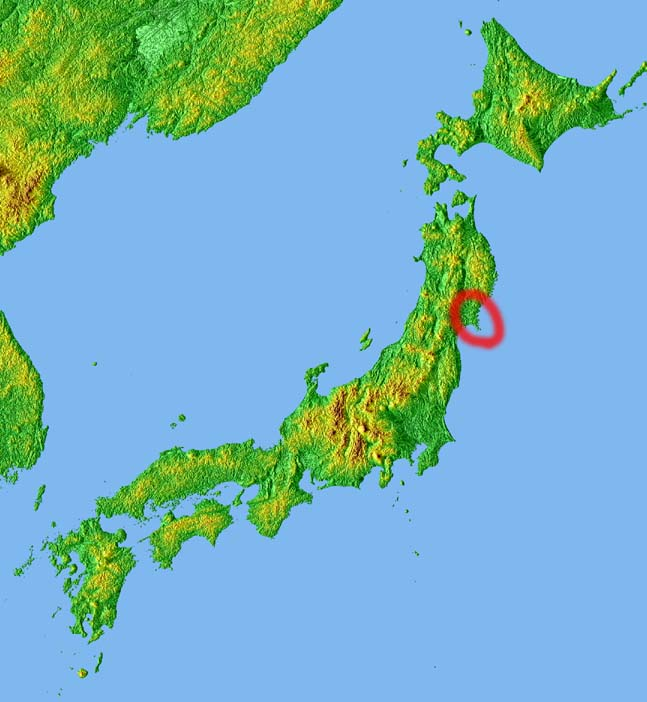
موقع شبه جزيرة أوشيكا في أرخبيل اليابان.

شبه جزيرة أوشيكا (باليابانية: 牡鹿半島 أوشيكا هانتو) هي شبه جزيرة في جزيرة هونشو شمال اليابان تطل على المحيط الهادي من شواطئ محافظة مياغي. تعرضت أجزاء كبيرة من شبه جزيرة أوشيكا إلى أمواج التسونامي التي ضربت سواحل اليابان في 12 مارس 2011 نتيجة زلزال توهوكو وكانتو الذي ضرب المنطقة.